# Мелекіне
Меле́кіне (до 2009 року — Мелекине) — село Мангушської селищної громади Маріупольського району Донецької області.

## Загальні відомості
Розташоване за 19 км на південний схід від центру громади — сел. Мангуш і за 20 км від залізничної станції Маріуполь на узбережжі Азовського моря.
Колишній сільській раді були підпорядковані також населені пункти Білосарайська Коса, Бурякова Балка, Глибоке, Огороднє, Портівське.
Село розташоване за 134 км від обласного центра Донецька. Населення 1 356 осіб (2001). Харчова промисловість, морський курорт, рибне господарство «Росія».

## Історія
Селище засноване в другій половині XIX століття, тривалий час залишалося рибальським селом.
Радянська окупація встановлена в січні 1918 року. Перше колективне господарство ім. 25 жовтня організовано в лютому 1922 року.
У роки німецько-радянської війни в боротьбі проти німецько-нацистських військ брали участь 255 жителів села, 115 із них загинули, 98 нагороджені орденами і медалями.

пам'ятник на честь воїнів-десантників

У 1946 році в Мелекіному споруджено пам'ятник на честь воїнів-десантників, які загинули при зайнятті села військами СРСР.
Станом на початок 1970-х років за риболовецьким колгоспом «Росія» було закріплено 838 га сільськогосподарських угідь, у тому числі 609 га орних земель. Вирощувалися зернові й овочеві культури. Колгосп мав 10 промислових суден типу СЧС. Щорічний видобуток і продаж риби державі становив близько 90 тисяч центнерів.
На той час у селі працювали — восьмирічна школа, у якій було 16 вчителів навчалось 215 учнів, будинок культури на 200 місць, бібліотека з фондом 30 тисяч книг, фельдшерсько-акушерський пункт, відділення зв'язку, автоматична телефонна станція, п'ять магазинів, кафе на 100 місць, чебуречна. На березі Азовського моря діяли 26 пансіонатів.
За трудові успіхи шість чоловік були відзначені урядовими нагородами, у тому числі бригадири риболовецьких бригад С. Є. Іволга — орденом Леніна, В. В. Дубина — орденом Жовтневої Революції.

## Сучасність
Наразі село є азовської зоною відпочинку. Курортна зона баз відпочинку і пансіонатів, яких біля 60-ти з різними рівнями комфорту, тягнеться уздовж берега Азовського моря на сім кілометрів. Майже всі бази відпочинку розташовані в безпосередній близькості від моря — 20—100 м.

## Населення
За даними перепису 2001 року населення села становило 1356 осіб, із них 11,65 % зазначили рідною мову українську, 86,73 % — російську, 0,74 % — вірменську, 0,22 % — грецьку та 0,15 % — болгарську мову.

## Пам’ятники та меморіали
На трасі, на околиці села знаходиться альтанка, та пам’ятний  знак присвячений засновникам села Мелекіно.
Існуючі пам’ятники

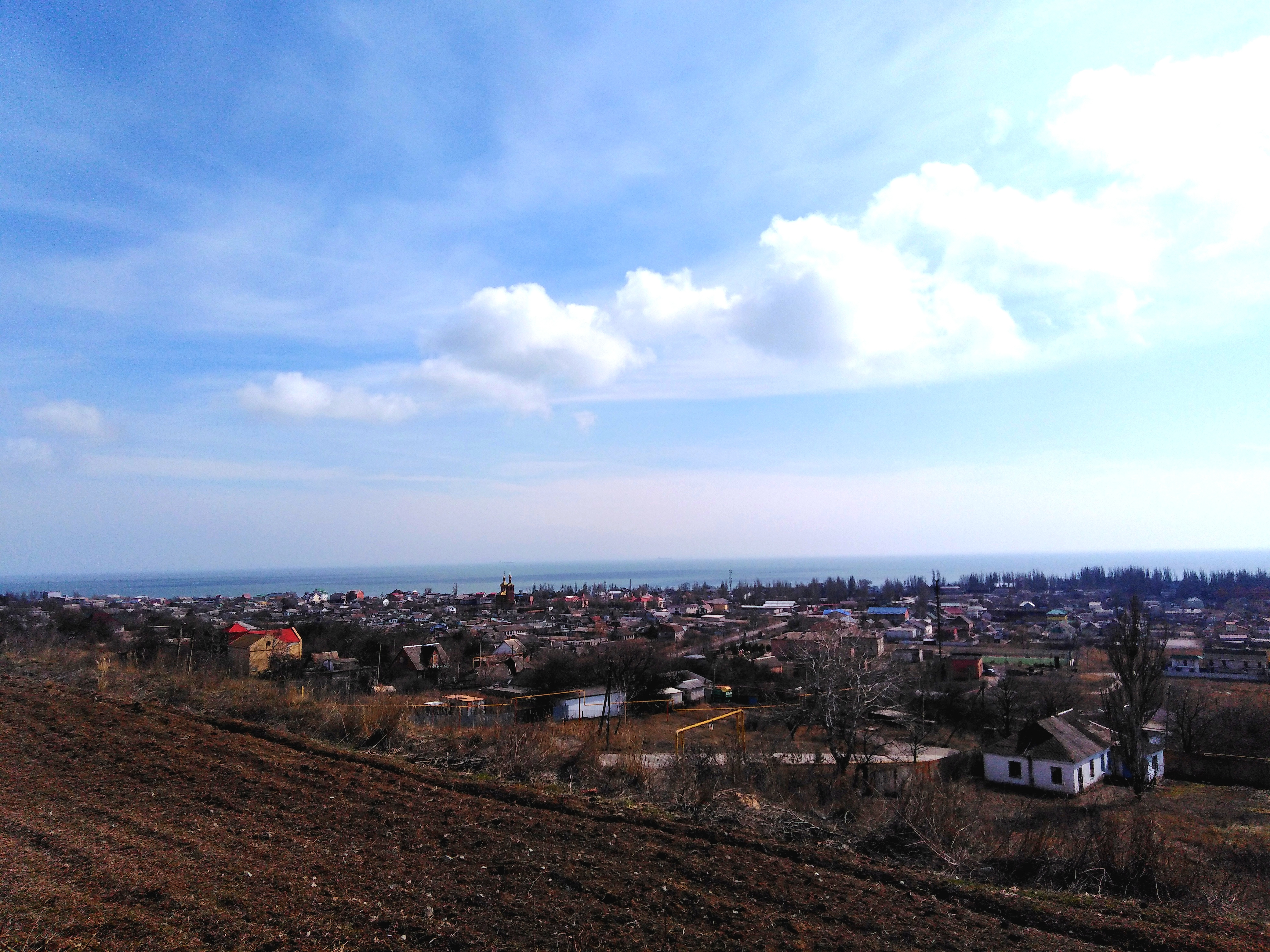
Вид Мелекіне з траси
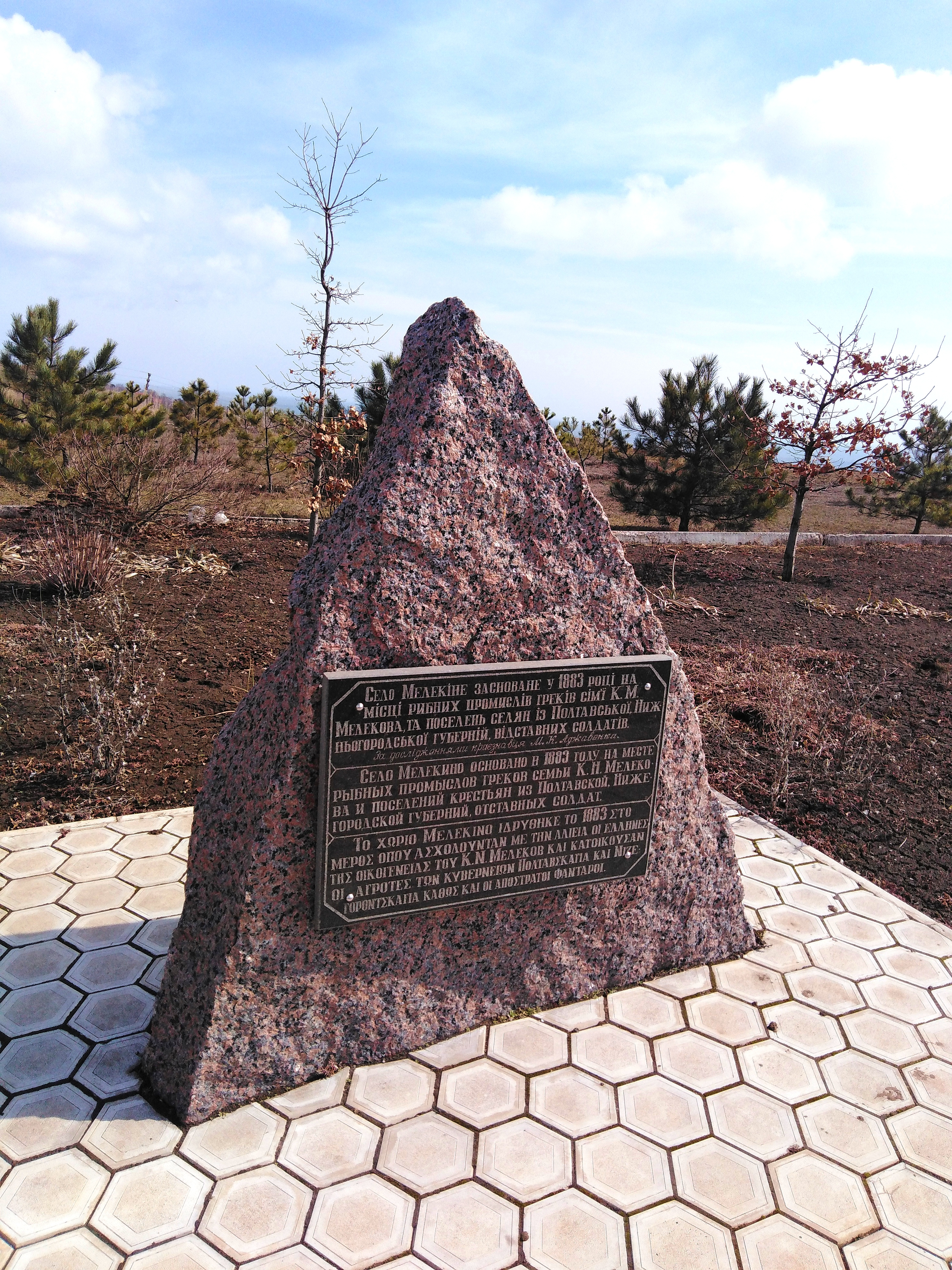
Пам’ятний знак присвячений грецькій родині Мелекових
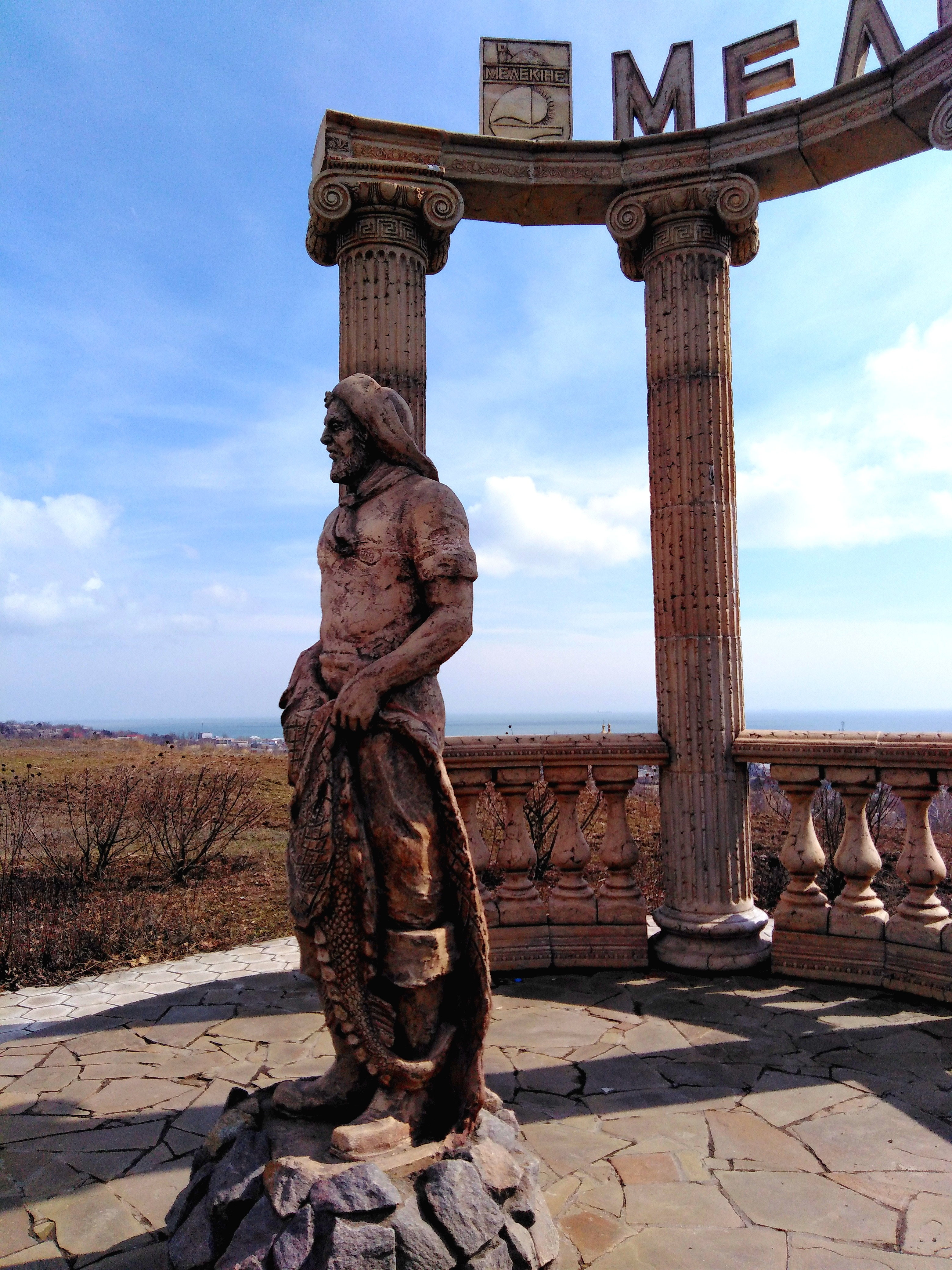
Пам’ятник рибалці  у колонади
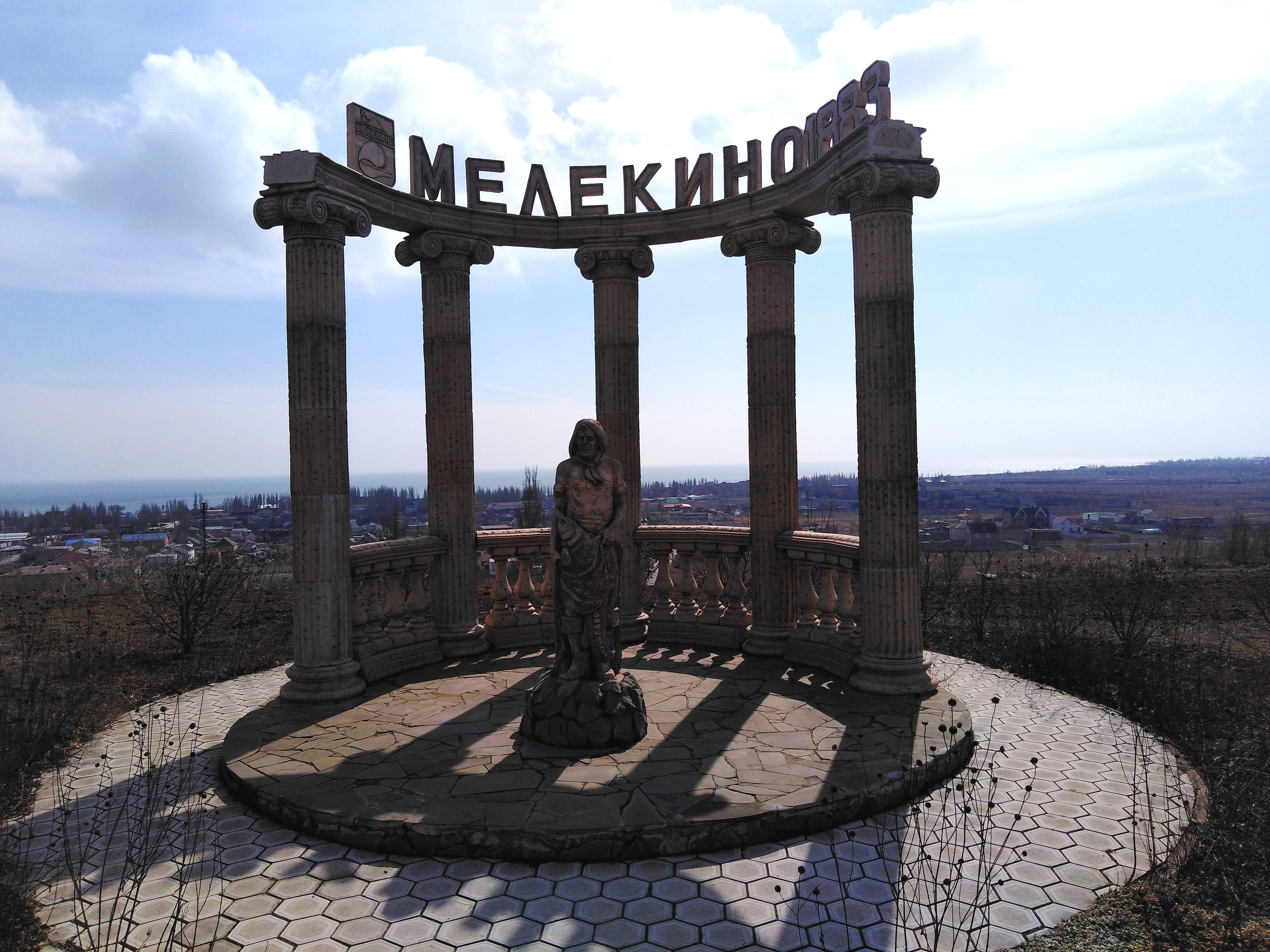
Колонада